# 66.º Prêmio Jabuti
O 66º Prêmio Jabuti é um evento organizado pela Câmara Brasileira do Livro com o propósito de premiar os melhores livros brasileiros publicados em 2023 em diferentes categorias.

## História
Nesta edição, o Jabuti passou a contar com 22 categorias, uma a mais que no ano anterior. No eixo Inovação, foi incluída a categoria "Escritor Estreante - Poesia". Já no eixo Não Ficção, foram adicionadas as categorias "Saúde e Bem-estar", "Educação" e "Negócios", substituindo "Ciências", "Ciências Humanas" e "Ciências Sociais", que passaram a fazer parte do recém criado Prêmio Jabuti Acadêmico.
Os vencedores foram divulgados no dia 19 de novembro de 2024. O livro “Sempre Paris: Crônica de uma Cidade, Seus Escritores e Artistas”, de Rosa Freire d'Aguiar, conquistou o título de Livro do Ano. A cerimônia de premiação foi realizada no Auditório Ibirapuera, em São Paulo, com apresentação da atriz Adriana Lessa.

## Prêmios
Os premiados foram:

### Eixo Literatura
| Categoria                 | Vencedores | Finalistas | Semifinalistas |
| ------------------------- | --- | --- | --- |
| Conto                     | O ninho (Bethânia Pires Amaro / Record)                                                                       | - Crucial dois um (Paulo Scott / Cobogó) - Goela seca (Jô Freitas / independente) - Náufragos (Fernando Molica / Malê) - O ninho (Bethânia Pires Amaro / Record) - Portas e vãos (David Oscar Vaz / Urutau) | - Causas não naturais (Ana Elisa Ribeiro / Autêntica Contemporânea) - Estranho seria se você soubesse (Aramyz / Laranja Original) - Números naturais (Marcella Faria / Editora 34) - Oito (Deborah Christina Antunes / Patuá) - Pré-nomes (Vitor Jardim / Multifoco)                                                                                                  |
| Crônica                   | Sempre Paris: crônica de uma cidade, seus escritores e artistas (Rosa Freire d'Aguiar / Companhia das Letras) | - Crônicas exusíacas e estilhaços pelintras (Luiz Antonio Simas / Civilização Brasileira) - Gelo & gim: crônicas sobre drinques, suas receitas, cinema, música, literatura e outras misturas (Daniel de Mesquita Benevides / Quelônio) - O discreto charme da magistocracia: vícios e disfarces do Judiciário brasileiro (Conrado Hübner Mendes / Todavia) - Os rostos que tenho (Nélida Piñon / Record) - Sempre Paris: crônica de uma cidade, seus escritores e artistas (Rosa Freire d'Aguiar / Companhia das Letras) | - A biblioteca no fim do túnel: um leitor em seu tempo (Rodrigo Casarin / Arquipélago) - Birinaites, Catiripapos e Borogodó (Luis Cosme Pinto / Kotter Editorial) - De amor e outros ódios (Camila Anllelini / Patuá) - Não pise no meu vazio (Ana Suy / Planeta do Brasil) - Pelo buraco da fechadura eu vi um baile de debutantes (Mario Prata / Geração Editorial) |
| Histórias em quadrinhos   | Como pedra (Luckas Iohanathan / Comix Zone)                                                                   | - Black orion (Bruno Seelig / Mino) - Como pedra (Luckas Iohanathan / Comix Zone) - Damasco (Alexandre S. Lourenço e Lielson Zeni / Brasa) - Jeremias: estrela (Jefferson Costa e Rafael Calça / Panini Comics) - O filho do Norte: Gonçalves Dias, o poeta do Brasil (André Toral / Veneta) | - A coleta (Pedro Vó / Conrad) - Grandes sucessos - Música Popular em Quadrinhos, MPQ (Sandro Gomes Ferreira, organizador / Brasa) - O filme perdido (Cesar Gananian e Chico França / Quadrinhos na Cia.) - Os Santos (Leandro Assis e Triscila Oliveira / Todavia)                                                                                                   |
| Infantil                  | Cabo de guerra (Guilherme Karsten e Ilan Brenman / Santillana Educação)                                       | - A menina com os pés no chão (Mariana Brecht e Lumina Pirilampus / Florear Livros) - Cabo de guerra (Guilherme Karsten e Ilan Brenman / Santillana Educação) - Neguinha, sim! (Renato Gama / Companhia das Letrinhas) - O menino que andava sobre hipopótamos (André Luis Oliveira e Ana Laura Alvarenga / Estrela Cultural) - O voo do ovo (Raquel Matsushita / PeraBook) | - Cadê Cadê (Ara Poty, Paula Taitelbaum e Xadalu Tupã Jekupé / Piu) - João Pestana (Gregorio Duvivier / Companhia das Letrinhas) - Olho vivo, olho mágico (Edimilson de Almeida Pereira e Rodrigo Visca / FTD) - Que bicho eu sou? Que som eu faço? (Guto Nobre / Lacre) - Sinto muito (Iuri Pereira e Marcelo Cipis / Peirópolis)                                    |
| Juvenil                   | Apytama: floresta de histórias (Kaká Werá, organizador / Santillana Educação)                                 | - Apytama: floresta de histórias (Kaká Werá, organizador / Santillana Educação) - Cada remada, uma história (Cristino Wapichana, Daniel Munduruku, Roni Wasiry e Tiago Hakiy / Melhoramentos) - Corredor do tempo (Adriana Vieira Lomar / Patuá) - Ocupação (Tânia Alexandre Martinelli / Editora do Brasil) - Precipício em mim (Elissa Khoury Daher / Coralina) | - A bicicleta do tempo (Daniela Pinotti e Marcelo Maluf / PeraBook) - A viagem de mundo (Caio Tozzi / Panda Books) - Memórias póstumas de João Pedro (Del Candeias / Desconcertos) - O jumento que foi à Lua (João Pedro Fagerlande / Poesia Viral) - Vórtex (Lucia Seixas / FTD)                                                                                     |
| Poesia                    | Cabeça de galinha no chão de cimento (Ricardo Domeneck / Editora 34)                                          | - Cabeça de galinha no chão de cimento (Ricardo Domeneck / Editora 34) - Dança no alto da chama (Mariana Ianelli / Cousa) - De uma a outra ilha (Ana Martins Marques / Círculo de Poemas) - Raio (Eucanaã Ferraz / Companhia das Letras) - Regressos (Leonardo Antunes / Martelo) | - A invenção da poesia & outros poemas (Ruy Espinheira Filho / Record) - Expedição: nebulosa (Marília Garcia / Companhia das Letras) - Limalha (Rodrigo Lobo Damasceno / Corsário-Satã) - O cordeiro e os pecados dividindo o pão (Milena Martins Moura / Aboio) - Redenção de agosto (Carlos Newton Júnior / Nova Fronteira)                                         |
| Romance de entretenimento | O crime do bom nazista (Samir Machado de Machado / Todavia)                                                   | - A noite do cordeiro (Daniel Gruber / O Grifo) - Mariposa vermelha (Fernanda Castro / Suma) - O crime do bom nazista (Samir Machado de Machado / Todavia) - O homem da Patagônia (Paulo Stucchi / Jangada) - Os canibais da Rua do Arvoredo (Tailor Diniz / Citadel) | - A febre (Marcelo Ferroni / Companhia das Letras) - Colapso (Roberto Denser / Darkside) - Ébano sobre os canaviais (Adriana Vieira Lomar / José Olympio) - Medeia morta (Cláudia Lemes / HarperCollins) - O Deus oculto no canto do corner (Milton Gustavo / Danúbio)                                                                                                |
| Romance literário         | Salvar o fogo (Itamar Vieira Junior / Todavia)                                                                | - Jogo de armar (Edgard Telles Ribeiro / Todavia) - Mata doce (Luciany Aparecida / Alfaguara) - Meu irmão, eu mesmo (João Silvério Trevisan / Alfaguara) - Nunca vou te perdoar por ter me obrigado a te esquecer (Jacques Fux / Faria e Silva) - Salvar o fogo (Itamar Vieira Junior / Todavia) | - Chuva de papel (Martha Batalha / Companhia das Letras) - Como se fosse um monstro (Fabiane Guimarães / Alfaguara) - Contra alheias terras (Carlos Mendes Valença / Mondrongo) - Oração para desaparecer (Socorro Acioli / Companhia das Letras) - Quem falou? (André Cunha / Penalux)                                                                               |

### Eixo Não Ficção
| Categoria              | Vencedores                                                                                        | Finalistas | Semifinalistas |
| ---------------------- | ------------------------------------------------------------------------------------------------- | --- | --- |
| Artes                  | A verdade vos libertará (Gabriela Biló, Medo e Delírio e Pedro Inoue/ Fósforo)                    | - A verdade vos libertará (Gabriela Biló, Medo e Delírio e Pedro Inoue/ Fósforo) - Carolina Maria de Jesus: um Brasil para os brasileiros (Hélio Menezes e Raquel Barreto, organizadores / IMS) - MAHKU (Movimento dos Artistas Huni Kuin): Mirações (Adriano Pedrosa e Guilherme Giufrida, organizadores / MASP - Museu de Arte de São Paulo Assis Chateaubriand) - Retratistas do Morro (Guilherme Cunha / Primata Editora) - Xingu: contatos (Guilherme Freitas e Takumã Kuikuro / IMS)                                                                            | - Antônio Abujamra: rigor e caos (Marcia Abujamra, organizadora / Edições Sesc) - Ardis da Arte: imagem, agência e ritual na Amazônia (Carlos Fausto / Edusp) - Coleção Santander Brasil: Artes Visuais: 1982 - 2023 (Ana Helena Curti e Carlos Trevi / Catavento Artes Gráficas) - Ensaios para o Museu das Origens (Instituto Tomie Ohtake e Itaú Cultural, organizadores; Ana Roman, Izabela Pucu e Paulo Miyada / Instituto Tomie Ohtake e Itaú Cultural) - Texto e imagem: a ilustração literária de Poty Lazzarotto (Fabricio Vaz Nunes / Edusp)                                                                                 |
| Biografia e reportagem | Baviera tropical (Betina Anton / Todavia)                                                         | - A torre (Luiza Villaméa / Companhia das Letras) - Baviera tropical (Betina Anton / Todavia) - Milicianos: como agentes formados para combater o crime passaram a matar a serviço dele (Rafael Soares / Objetiva) - O girassol que nos tinge: uma história das Diretas Já, o maior movimento popular do Brasil (Oscar Pilagallo / Fósforo) - Traficantes evangélicos: quem são e a quem servem os novos bandidos de Deus (Viviane Costa / GodBooks e Thomas Nelson Brasil)                                                                                           | - A fé e o fuzil (Bruno Paes Manso / Todavia) - Admirável novo mundo: uma história da ocupação humana nas Américas (Bernardo Esteves / Companhia das Letras) - Biografia do abismo: como a polarização divide famílias, desafia empresas e compromete o futuro do Brasil (Felipe Nunes e Thomas Traumann / HarperCollins) - Di Cavalcanti: Modernista popular (Marcelo Bortoloti / Companhia das Letras) - San Tiago Dantas, a razão vencida: volume 2: 1946-1964 (Pedro Dutra / Singular) |
| Economia criativa      | O mutirão das árvores: queremos sombra e água fresca (Claudio de Moura Castro / BEĨ)              | - Criatividade e emancipação nas comunidades-rede: contribuições para uma economia criativa brasileira (Cláudia Sousa Leitão, organizadora / Editora WMF Martins Fontes) - O mutirão das árvores: queremos sombra e água fresca (Claudio de Moura Castro / BEĨ) - Olhar complexo (Bruno Itam / Senac Rio) - Prato Firmeza 5: um diálogo entre campo e cidade (Camila Rodrigues, Carol Pires da Silva, Jessica Mota / Énois Inteligência Jovem) - Tudo comunica você: a inteligência espiritual como canal de conexão com a sua plenitude (Anna Macari / independente) | - Comida é memória: 23 histórias de cozinha para aquecer o coração (Jane M. G. Lutti / Labrador) - Deixe de ser pobre: os segredos para você sair da pindaíba e conquistar sua independência financeira (Eduardo Feldberg / Maquinaria Editorial) - Exôdo urbano: retorno às raízes (Lincoln Munhoz / independente) - Home office: um guia para organizar sua vida profissional e pessoal (Luciana Garcia / Senac São Paulo) - Se a cidade fosse nossa: racismos, falocentrismos e opressões nas cidades (Joice Berth / Paz e Terra)                                                                                                   |
| Educação               | Como ser um educador antirracista (Bárbara Carine / Planeta do Brasil)                            | - As cores do céu de inverno (Marina Jonsson e Maryah Salgado / Pulga) - Como ser um educador antirracista (Bárbara Carine / Planeta do Brasil) - Interpretar - contribuições para a educação antirracista (Camilo Kuasne Anderson / Lá e Cá Empreendimentos Culturais) - Segredos da internet que crianças e adolescentes ainda não sabem (Kelli Angelini / Inverso) - Vida cotidiana e microtransições (Paulo Fochi, organizador / Diálogos Embalados) | - A Arte de Enganar a Si Mesmo (Luiz Gaziri / Alta Books) - Cartilha: o caminho a seguir: como agir frente a uma pessoa com deficiência (Eliana Aparecida Conquista / O Artífice) - Guia para família parceira da escola no pós-pandemia (Roberta Bento e Taís Bento / Pingue-Pongue Educação) - Povo Mbyá Guarani, uma história de resistências e esperanças (Ana Claudia Urban, Ataíde Gonçalves Vilharve, Geraldo Becker, Maria Auxiliadora Schmidt e Rosi Terezinha Ferrarini Gevaerd / WAS Edições) - Vidas inteiras: histórias dos 10 anos da Lei de Cotas (Gabriel Araújo, Márcia Maria Cruz e Vinicius Luiz / Crivo Editorial) |
| Negócios               | Consumo verde: a construção de um mercado de massa sustentável (Ricardo Esturaro / Tira de Letra) | - A (r)evolução do branding (Ana Couto / Gente) - Consumo verde: a construção de um mercado de massa sustentável (Ricardo Esturaro / Tira de Letra) - Employer Branding: crie uma marca empregadora forte e com propósito para atrair e engajar as pessoas de que seu negócio precisa (Ligia Oliveira e Sofia Esteves / Buzz Editora) - Neuromanagement: cérebro e a gestão do futuro de pessoas e organizações (Flávio Maneira / Geração Editorial) - O livro secreto da carreira: aquilo que não te contaram, mas você deveria saber (Paula Boarin / Nacional)      | - A arte da política econômica: depoimentos à Casa das Garças (José Augusto Coelho Fernandes / História Real) - CIO 5.0: o guia definitivo para liderar a transformação digital (Fábio Correa Xavier / independente) - Gigante pela própria natureza: liderança além do ESG na maior potência ecológica do mundo (Miguel Setas / Gente) - Liderando o futuro: visão, estratégia e habilidades (Martha Gabriel / DVS) - Trader ou investidor? Aprenda a investir na Bolsa sem cair nas armadilhas dos vieses comportamentais (Bruno Giovannetti e Fernando Chague / Intrínseca)                                                         |
| Saúde e bem-estar      | O sentido da vida (Contardo Calligaris / Planeta do Brasil)                                       | - A Intenção Primeira: um ensaio sobre a natureza do real (Eduardo Moreira / Civilização Brasileira) - A morte de si (Marcelo Veras / Bregantini) - Depressão e bipolaridade: um guia prático para entender e cuidar (Pedro do Prado Lima / L&PM) - Desafios da adolescência na contemporaneidade: uma conversa com pais e educadores (Carolina Delboni / Summus) - O sentido da vida (Contardo Calligaris / Planeta do Brasil) | - As flores do bem (Sidarta Ribeiro / Fósforo) - As quatro estações da alma: da angústia à esperança (Mario Sergio Cortella e Rossandro Klinjey / Papirus 7 Mares) - Manifesto antimaternalista (Vera Iaconelli / Zahar) - Procedimentos de conciliação e de mediação (Thiago Linguanotto Silveira / Intersaberes) - Relações de gênero e trabalho: história e teoria (Bárbara Araújo Machado e Camila Fernandes Pinheiro / Intersaberes) |

### Eixo Produção Editorial
| Categoria       | Vencedores                                                                   | Finalistas | Semifinalistas |
| --------------- | ---------------------------------------------------------------------------- | --- | --- |
| Capa            | Bíblia                                                                       | - Antologia de mitos, lendas e contos populares da América (Daniel Justi / 100/cabeças) - Bíblia (Júlia Maximo / Minha Biblioteca Católica) - Histórias Indígenas (Paula Tinoco e Roderico Souza / MASP - Museu de Arte de São Paulo Assis Chateaubriand) - Kwaidan: histórias de fantasma e outros contos estranhos do Japão antigo (Pedro Inoue / Fósforo) - MAHKU (Movimento dos Artistas Huni Kuin): Mirações (Gabriela Marques de Castro, Gustavo Marchetti e Paulo André Rodilhano Chagas / MASP - Museu de Arte de São Paulo Assis Chateaubriand) | - Ardis da Arte: imagem, agência e ritual na Amazônia (Carla Fernanda Fontana e Denilson Baniwa / Edusp) - Frankenstein (Elisa Von Randow / Antofágica) - O Grande Gatsby (Gabriela Marques de Castro, Gustavo Marchetti e Paulo André Rodilhano Chagas / Buzz Editora) - Retratistas do Morro (Rafael Maia / Primata Editora) - Van Gogh mutilado e suicidado (Daniel Justi / 100/cabeças) |
| Ilustração      | Cabo de guerra (Guilherme Karsten / Santillana Educação)                     | - Cabo de guerra (Guilherme Karsten / Santillana Educação) - Certidão de nascimento poético (André Neves / Abacatte Editorial) - Lá longe (Odilon Moraes / Pequena Zahar) - O homem da areia (Eduardo Berliner / Ubu) - O homem da cabeça de papelão (André Monteiro Pato / Quatro Cantos) | - Box Alice (Giovanna Cianelli / Antofágica) - O entardecer de Lin Cheng (Odilon Moraes / Maralto) - O pirata medonho (Toco-Oco / Gaivota) - Pequeno inventário de monstros que habitam em mim (Anaiáiá / independente) - Todas as cosmicômicas (Marcelo Cipis / Companhia das Letras) |
| Projeto gráfico | Bará (Felipe Chodin / Act.)                                                  | - As artes do livro na biblioteca de Gustavo Piqueira (Casa Rex / Ateliê Editorial e WMF Martins Fontes) - Bará (Felipe Chodin / Act.) - Histórias indígenas (Paula Tinoco e Roderico Souza / MASP - Museu de Arte de São Paulo Assis Chateaubriand) - Retratistas do Morro (Guilherme Cunha / Primata Editora) - Ser cordilheira ser montanha ser matéria (Adriano Caro Florio, Júlia Meirelles, Mariana Yoshimura e Vivian Leite / Superbacana+) | - Antonio Madureira Armorial: Histórias e partituras 1 (Luciana Facchini / Çarê Música e Letra da Cidade) - Ensaios para o Museu das Origens (Felipe Carnevalli De Brot, Paula Lobato e Vitor Cesar Junior / Instituto Tomie Ohtake e Itaú Cultural) - MAHKU (Movimento dos Artistas Huni Kuin): Mirações (Gabriela Marques de Castro, Gustavo Marchetti e Paulo André Rodilhano Chagas / MASP - Museu de Arte de São Paulo Assis Chateaubriand) - Reter Tudo ou Quanta maravilha do dia a dia que passou (Isabel Santana Terron / LUX) - Todos os livros de Machado de Assis (Daniel Trench / Todavia) |
| Tradução        | Canto para Govinda (João Carlos B. Gonçalves / Penguin-Companhia das Letras) | - A mais recôndita memória dos homens (Diogo Cardoso / Fósforo) - Canto para Govinda (João Carlos B. Gonçalves / Penguin-Companhia das Letras) - Na quebra (Matheus Araujo dos Santos / Crocodilo) - Odes Olímpicas (Robert de Brose / Mnēma) - Os profetas (Viviane Souza Madeira / Companhia das Letras) | - A Retórica (Emanuel França de Brito / Editora 34) - Maud Martha (floresta / Companhia das Letras) - O canto de Circe e A arte da memória (Aurora Fornoni Bernardini / Iluminuras) - O ciclo de Gargântua e outros escritos: obras completas de Rabelais - 3 (Guilherme Gontijo Flores / Editora 34) - Últimos contos (1898-1903) Anton Tchékhov (Rubens Figueiredo / Todavia) |

### Eixo Inovação
| Categoria                              | Vencedores                                                                                              | Finalistas | Semifinalistas |
| -------------------------------------- | --- | --- | --- |
| Escritor estreante - poesia            | Breve ato de descascar laranjas (Bianca Monteiro Garcia / Macabéa Edições e 7 Letras)                   | - A jovem Margarida e as proezas do amor (Arnaldo Júlio Barbosa / BIP DH) - As fantasias da carne (Matheus Rodrigues Gonçalves / Urutau) - Breve ato de descascar laranjas (Bianca Monteiro Garcia / Macabéa Edições e 7 Letras) - Está na hora de me tornar um homem sério (Leo Nunes / M.inimalismos) - Meu amor é político (Dalgo Silva / Cepe) | - Exsicata (Bruno Ítalo / Reformatório) - Foram talvez os anjos revoltados (Felipe Julius / Urutau) - Palavras de pronta cabeça (Clara Imperatrice / Patuá) - Para quem está se afogando, crocodilo é tronco (Wladimir Vaz Mourão / Urutau) - Poemas do universo turvo (Lucian Rodrigues / Pedregulho) |
| Escritor estreante - romance           | Os náufragos (Patrícia Larini / Patuá)                                                                  | - Concórdia (Alvaro Adolpho Oliveira / Scortecci) - Os náufragos (Patrícia Larini / Patuá) - Os pêndulos (Ricardo Pieralini / Patuá) - Tudo o que posso te contar (Cecilia Madonna Young / Record) - Vão (Walter Maldonado / Viseu) | - A Psicodélica mente de Vênus Syems (Isabella Grenieri / Life Editora) - A vida breve dos cães (Elton Frederick / Mondru) - Guaporé (Eurico Cabral / Record) - Mães da terra, filhos do mar (Tales Sebastião Elias / Patuá) - O romper das conchas (Emanuela Ribeiro / Caos e Letras)                 |
| Fomento à leitura                      | IBEAC Literatura: os caminhos literários das bibliotecas comunitárias de Parelheiros (Bel Santos Mayer) | - Corpos Indóceis e Mentes Livres (Denise Carrascosa França) - IBEAC Literatura: os caminhos literários das bibliotecas comunitárias de Parelheiros (Bel Santos Mayer) - Linklado: fomento à literatura em línguas indígenas (Noemia Ishikawa) - Literatura Cura (Solange Pereira) - Poesia sim, violência não (Marcelo Pereira Rocha)             | - Escolas que se Abraçam (José Santos Matos) - Histórias Além Muros (Daniela Chindler) - Literatura Acessível (Instituto Incluir: Transformar, Democratizar & Humanizar) - Mochileiro pela educação (Tiago da Silva) - Texto Junkies (Jonas Maria)                                                     |
| Livro brasileiro publicado no exterior | O amor dos homens avulsos (Companhia das Letras e Peirene)                                              | - A palavra que resta (Companhia das Letras e New Vessel Press) - A Vida Não É Útil (Companhia das Letras e Polity) - Becos da Memória (Pallas e Tamu Edizioni) - O amor dos homens avulsos (Companhia das Letras e Peirene) - O Avesso da Pele (Companhia das Letras e Bokförlaget Tranan)                                                        | - Diários em mar aberto (Folhas de Relva e Hagebutte Verlag) - O ar que me falta (Companhia das Letras e Penguin Random House) - O guardião de nomes (Rua do Sabão e Literal Publishing) - O menino e o mar (Mil Caramiolas e Nobel Çocuk) - Olhos D'Água (Pallas e Capovolte)                         |